# Supercopa Italiana de Voleibol Masculino de 2013
A Supercopa Italiana de Voleibol Masculino de 2013 foi a 18ª edição desta competição organizada pela Lega Pallavolo Serie A, consórcio de clubes filiado à Federação Italiana de Voleibol (FIPAV) que ocorreu em 9 de outubro.
O Trentino Volley conquistou seu segundo título da competição ao derrotar o Lube Macerata por 3 sets a 0. O levantador norte-americano Donald Suxho foi eleito o melhor jogador da partida.

## Regulamento
O torneio foi disputado em partida única.

## Equipes participantes
| Equipe          | Qualificação                                               |
| --------------- | ---------------------------------------------------------- |
| Trentino Volley | Campeão do Campeonato Italiano e da Copa Itália de 2012–13 |
| Lube Macerata   | Vice-campeão da Copa Itália de 2012–13                     |

## Resultado
| Data  | Hora  |                 | Placar |               | Set 1 | Set 2 | Set 3 | Set 4 | Set 5 | Total | Relatório |
| ----- | ----- | --------------- | ------ | ------------- | ----- | ----- | ----- | ----- | ----- | ----- | --------- |
| 9 out | 20:30 | Trentino Volley | 3–0    | Lube Macerata | 25–23 | 25–23 | 25–21 |       |       | 75–67 | Relatório |

## Premiação
| Supercopa Italiana de 2013           |
| Trentino-Alto Ádige                  |
| ------------------------------------ |
| Trentino Volley Campeão (2.º título) |